# A38 (Groot-Brittannië)
De A38 is een hoofdverkeersweg in het Verenigd Koninkrijk met een lengte van 489 km.
De weg verbindt Mansfield via Derby, Birmingham, Worcester, Gloucester, Bristol, Exeter en Plymouth met Bodmin.

## Hoofdbestemmingen
- Derby
- Burton upon Trent
- Lichfield
- Birmingham
- Bromsgrove
- Worcester
- Gloucester
- Bristol
- Bridgwater
- Exeter
- Plymouth
- Bodmin